# Acetat de coure(II)
L'acetat de coure(II), de fórmula Cu(CH₃COO)₂, és un compost químic que sol presentar-se en forma monohidratada. És un sòlid cristal·lí de color verd fosc. S'utilitza com a agent oxidant en síntesi orgànica.